# ウラシマチョウチョウウオ
ウラシマチョウチョウウオ（浦島蝶々魚、学名：Prognathodes guyotensis）は、スズキ目チョウチョウウオ科に属する海水魚。チョウチョウウオ科の中では最も深い場所に生息する。

## 分布
東シナ海、九州・パラオ海嶺、熊野灘、西七島海嶺、マリアナ諸島、モルディブ諸島、ニューカレドニア

## 形態
全長は約15cm。
腹鰭が黒い。

## 分類
原記載ではチョウチョウウオ属Chaetodonに分類されたが、モルディブの標本が再記載された際にウラシマチョウチョウウオ属Prognathodesに移動された。ウラシマチョウチョウウオ属には2023年時点で13有効種があり、日本からは本種のみが報告されている。

## 生態
本種は深海に生息するため、生態は不明な点が多い。
チョウチョウウオ科の魚は通常浅海の珊瑚礁や岩礁域に生息するが、本種は海山や陸棚縁辺等水深120-340m近辺の深所で発見されている。稀種である。